# Јавна библиотека „Бора Станковић” Врање
Јавна библиотека „Бора Станковић” Врање је градска библиотека града Врања, највећа је библиотека у Пчињском округу. По типу је јавна библиотека, а по функцији матична за Пчињски и Косовско-поморавски округ. Библиотека пружа библиотечко-информационе услуге свим грађанима Врања и околине путем своје разгранате мреже огранака. Матична служба обавља стручни надзор и увид у рад 7 општинских библиотека и 64 школске и специјалне библиотеке.
Јавна библиотека „Бора Станковић” Врање је центар културног деловања у Врању и читавом региону.

## Историјат

### Читаоница
Прва читаоница у Врању је отворена давног 20. јуна 1879 године, само годину дана по ослобођењу од османлијске власти. Радила је у Пашином конаку. По извештајима тога времена, та прва Читаоница имала је 25 дела у 27 томова, била је претплаћена на 24 листа од којих је девет било на страним језицима (француском, немачком, турском и бугарском). Читаоница је имала стотинак чланова. Политичке промене су и тада имале велики утицај на културна дешавања. Бугарска окупација донела је затварање свих културно-просветних установа.

### Грађанска касина
По завршетку Првог светског рата, средином 1919. године,основана је Грађанска касина, која је радила до почетка Другог светског рата 1941. године. Првобитно је била смештена у главној улици, у књижари Василија Хаџи-Динића и обједињавала је у себи читаоницу са библиотеком.
Касина је јако брзо ширила своју делатност и постајала репрезентативна установа те врсте у граду, тако да је простор књижаре постао мали за њене активности. Почетком 1923. Касина се сели у просторије Трговачко-занатске школе, данашњи Народни универзитет, где остаје до јуна 1924. године. Касина је 1. јуна 1924. године добила две просторије у згради Начелства, данашња зграда Општине Врање, где је остала до 6. априла 1941. Године 1927, 17. априла, са Касином се спаја Клуб пријатеља Француске, чиме се формира огранак овог Клуба.
Касина је амбициозно кренула у организацију рада. Књижни фонд је бројао око 3000 јединица, од чега је у данашњем фонду очувано око 1000 примерака. О њеном значају говори и податак да је Касина била расадник свих будућих институција културе које су из ње поникле: позориште, певачко и спортско друштво, локалне Врањске новине.

### Народна књижница са читаоницом
Током Другог светског рата и за време његовог трајања Касина није радила. Децембра 1944. године отвара се Народна књижница са читаоницом која је представљала логични наставак предратне Грађанске касине. Она врло брзо по оснивању добија име по Бори Станковићу. О раду Књижнице нема много података. Оно што се зна је да је била смештена у згради Занатског дома, располагала фондом од 1945 књига и редовно добијала 3 часописа и 12 листова. У то време књижница је имала бројне проблеме како са просторијама тако и са недостатком особља, фондом и читаоцима. Године 1948. Читаоница се из просторија Занатског дома сели у кафану „Бојовић”, а одатле врло брзо у суседни „Циврићев дућан”.
Од 1949. до 1958. Библиотеку су чиниле две просторије на углу данашње главне улице (некада Краља Петра Ослободиоца) и Лоле Рибара. Године 1958. Народна књижница и читаоница „Бора Станковић” сели се у Пионирску улицу. До 1961. године библиотека је имала 1069 чланова и књижни фонд од око 7500 књига. Те године Народни одбор општине Врање одредио је Народну књижницу и читаоницу „Бора Станковић” за матичну библиотеку. Услед недостатка простора 1974. године отвара се Дечије одељење у истој улици, преко пута Основне школе „Вук Караџић”.

### Народна библиотека
Народна књижница и читаоница „Бора Станковић” 28. новембра 1969. мења назив у Народна библиотека „Бора Станковић”. Године 1976. Библиотека се сели у новоизграђени Културни центар. У циљу популаризације књиге и читања код радника врањских предузећа „Симпо”, ПКВ (касније „Јумко”), „Алфа” и других, Библиотека је исте године конкурисала и добила библиобус који је обилазио раднике у поменутим фабрикама и нудио им услугу изнајмљивања књига.
Коначно, 1992. године, Библиотека се сели у нову зграду Културног центра, у просторије које су биле наменски сазидане за Библиотеку. Библиотека и данас ради у овом простору.

### Јавна библиотека
Од 2014. године Библиотека ради под следећим називом: Установа — Јавна библиотека „Бора Станковић”. Библиотека има дугу традицију и значај како у утемељењу, тако и у ширењу културе у овом делу земље.

## Библиотека данас
Јавна библиотека „Бора Станковић” данас је модерна институција која по броју и структури књижног фонда, стручном уређењу, смештају и кадровској структури, спада у ред развијенијих библиотека у Србији. Јавна библиотека „Бора Станковић” је матична библиотека за два округа, Пчињски и Косовско-поморавски.
Поред централне библиотеке, има и развијену мрежу од пет огранака:
- огрнак у Доњем Врању
- огранак у Врањској Бањи
- огранак у селу Ратаје
- огранак у селу Вртогош
- огранак у селу Власе

Данас библиотека располаже богатим фондом са око 150.000 књига из свих области људског знања и стваралаштва који се непрестано увећава. Књижни фонд се стално обнавља и прати потребе корисника. Крајем 1999. године успешно је спроведена аутоматизација целокупног књижног фонда коришћењем програмског пакета БИБЛИО. Библиотека је 2009. године приступила мрежи Виртуелне библиотеке Србије и постала део великог библиотечко-информационог система, примењујући програмски пакет COBISS. Формиране базе података доступне су корисницима за претраживање преко Интернета.

## Одељења
Библиотека свој рад организује у оквиру следећих одељења: Дечје одељење, Одељење за одрасле, Стручно одељење, Завичајно одељење, Одељење периодике, Одељење обраде, Амерички кутак и Матична служба. Да би одржала корак са временом, Библиотека данас тежи осавремењавању и модернизовању не само услуга и просторија, већ велику пажњу и напоре улаже и у своје људске ресурсе кроз разне стручне семинаре и едукације.

### Одељење за одрасле
Позајмно одељење за одрасле пружа услуге корисницима старијим од 14 година. На овом одељењу се налазе дела лепе књижевности многих земаља и различитих жанрова: романи, књиге приповедака, поезије, драме, мемоари, биографије, дела популарне психологије и других. На Одељењу за одрасле редовно се постављају изложбе нових књига добитника значајних књижевних награда и препоруке читалаца.

### Дечје одељење
Дечје одељење има најдужу традицију као издвојено одељење Библиотеке. Основано је 1974. године и пружа услуге корисницима млађим од 14 година. У склопу одељења је и читаоница. У циљу популаризације књиге и читања међу децом и омладином, Библиотека организује изложбе, акције и дечије креативне радионице као и тематски осмишљене посете бибилиотеци.

### Стручно одељење
Стручно одељење покрива области науке и уметности. Фонд овог одељења броји више од 25000 књига из свих области науке и уметности, као и велики број речника, енциклопедија, приручника и академских уџбеника. У склопу овог одељења налази се и читаоница са 30 читалачких места . Читаоци на овом одељењу могу да користе и услугу међубиблиотечке позајмице.

### Завичајно одељење
Збирку Завичајног одељења чине дела знаменитих личности које су дале трајни допринос целокупној српској култури и науци. Међу њима су најпознатији књижевник Бора Станковић, отац Јустин Поповић, Ђорђе Тасић, Милан Влајинац, Јован Хаџи-Васиљевић и други. Специфичан фонд овог одељења чини збирка од 2500 публикација. Ово одељење има огроман значај за прикупљање, чување и презентацију докумената о завичају, знаменитим догађајима и људима врањског поднебља. Овде се чувају дела завичајних писаца, књиге о Врању, разгледнице, фотографије, плакати, каталози, географске карте, аудио и видео записи који сведоче о историји, култури и традицији Врања и околине.

#### Разгледнице из фонда Завичајног одељења
- Некадашња пијаца у Врању (почетак 20. века)
- Зграда Окружног суда, са леве стране је зграда некадашње Градске касине (почетак 20. века)
- Некадашњи изглед Трга ослобођења у Врању (почетак 20. века)
- Некадашњи изглед Улице Краља Петра Великог у Врању (почетак 20. века)
- Панорама Врањске Вање с почетка 20. века, из Завичајног одељења Библиотеке у Врању
- Зграда дома Железничар с почетка 20. века, из Завичајног одељења Библиотеке у Врању
- Некадашњи изглед Врањске Бање с почетка 20. века, из Завичајног одељења Библиотеке у Врању
- Некадашњи изглед Врањске Бање с почетка 20. века, из Завичајног одељења Библиотеке у Врању

### Одељење периодике
Серијске публикације чине саставни део библиотечког фонда од оснивања Библиотеке. Према извештају из 1880. године, Читаоница је била претплаћена на 24 листа и часописа, домаћих и страних. Поред домаћих примала је пет немачких, два бугарска, један турски и један француски.
Као посебно Одељење, Одељење периодике је формирано 2018. године када добија простор у приземљу зграде. На Одељењу периодике се набавља, обрађује, чува и даје на коришћење фонд серијских публикација. Одељење садржи богату збирку серијских публикација: стручне и научне часописе, новине, летописе, календаре, зборнике радова, годишњаке.
Фонд обухвата преко 250 наслова часописа и 15 наслова новина. Највећи је број публикација из области књижевности, науке и културе Браничево, Градац, Градина, Дело, Књижевне новине, Књижевна реч, Кораци, Култура, Летопис Матице српске, Међај, Мостови, Поља, Повеља,Савременик, Свеске, Српски књижевни лист, Српски књижевни гласник, Траг, Улазница, …). У фонду се чува и велики број наслова из области библиотекарства (Библиотекар, Вести, Глас библиотеке, Годишњак Библиотеке Матице српске, Јавне библиотеке, Панчевачко читалиште, Савремена библиотека…). На Одељењу периодике могу се добити и публикације које покривају и многе друге области људског интересовања: психологију, филозофију, религију, право, политику, образовање, уметност, пољопривреду, историју. Одељење поседује 4 наслова Зборника Матице српске: за књижевност и језик, за славистику, друштвене науке и историју.
У оквиру збирке серијских публикација, посебно место у фонду заузимају часописи, новине и годишњаци од краја 19. века до краја Другог светског рата: Бранич, Архив за правне и друштвене науке, Српски књижевни гласник, Венац, Здравље, Летопис Матице српске, Мисао, Правосуђе.
Значајну вредност овом Одељењу даје збирка укоричених новина која је смештена у депоу периодике. Од завичајне периодике овде се чувају укоричена годишта Слободне речи и Врањских новина, затим укоричена годишта листова и новина врањских предузећа: ПКВ Новина — листа Памучног комбината Врање и Симпо новина.
Богатство овог Одељења допуњују и укоричена годишта Борбе, Политике и НИН-а; књижевних листова: Књижевних новина, Књижевне речи; службених гласила: Службеног листа СФРЈ, Службеног гласника СРС.
У саставу Одељења периодике је и читаоница за штампу. Чланови библиотеке имају могућност да овде читају дневну и недељну штампу. На располагању су следећи наслови дневних новина: Блиц, Вечерње новости, Данас, Политика, Спортски журнал, а од недељних новина, Време и Нин. За потребе Дечјег одељења Библиотека набавља Политикин забавник.

### Амерички кутак
Новембра 2005. године У Библиотеци „Бора Станковић” отворен је Амерички кутак, као резултат сарадње између Града Врања и Амбасаде Сједињених Америчких Држава у Србији. Амерички кутак је интерактивно одељење Библиотеке у коме се, поред књига на енглеском језику, могу изнајмити и часописи, филмови, аудио књиге, добити информације o Сједињеним Америчким Државама. У Кутку се организују различита културна дешавања, попут предавања, семинара, пројекција филмова, радионица, састанака, изложби, дебатних клубова, часова енглеског језика, састанака Фото клуба, и прослава празника. Учлањење у Кутак је бесплатно и не постоји старосно ограничење.

### Одељење обраде
Стручна обрада књига врши се према библиотечким стандардима и међународним прописима. Библиотека се 2009. године укључила и систем COBISS.SR, који представља организациони модел повезивања библиотека у библиотечко—информациони систем са узајамном каталогизацијом.

### Матична служба
Библиотеци у Врању поверено је вршење матичних функција у библиотечко-информационој делатности на територији Пчињског и Косовско-поморавског округа. Библиотека ради на унапређењу и развоју библиотека и библиотечко-информационе делатности, прати стање, води регистар библиотека, врши стручни надзор над радом јавних и школских библиотека на подручју матичности и помаже њихово укључење у јединствени библиотечко-информациони систем Србије.

## Награде и признања
- Библиотека је за стваралачки допринос у култури и књижевности више пута награђивана. Добитник је бројних награда од којих су најзначајније:
- Године 1974, Седмосептембарско јавно признање Скупштине општине Врање.
- Године 1983, Диплома Библиотеци од тада аматерског Позоришта „Бора Станковић” Врање поводом 13. Фестивала аматерских позоришта Србије.
- Године 1993, Милорад Панић Суреп, за изузетне резултате у развоју библиотекарства у округу.
- Године 1996, Милорад Панић Суреп, Славици Степаненко, дугогодишњој директорки Народне библиотеке „Бора Станковић” у Врању.
- Године 2000, Седмосептембарско јавно признање Скупштине општине Врање.
- Године 2004, недељник „Слободна реч” поводом шест деценија постојања додељује Захвалницу Библиотеци за дугогодишњу успешну пословну сарадњу.
- Године 2008, Војска Србије 4. бригада Копнене војске — гарнизон Врање додељује Захвалницу Библиотеци за професионалну сарадњу са гарнизоном Врање и пружену помоћ у формирању Спомен собе 1. пешадијског пука, од 4. бригаде Копнене војске која наставља традиције 1. пешадијског пука књаза Милоша Великог и 78. моторизоване бригаде.
- Године 2009, Седмосептембарска награда Града Врања.
- Библиотека је дуги низ година добијала захвалнице, похвалнице, повеље и признања за несебичну помоћ у реализацији многих успешних сарадњи са другим установама из области културе (ШАФ, Одред извиђача „Сима Погачаревић”, Врање, Клуб младих уметника 54 и других културних и јавних стваралаца).[2]

## Манифестације
У Врању се организује више културних манифестација као што су књижевне вечери, сусрети писаца, трибине, изложбе уметника, вечери поезије, разне креативне радионице и бројни други културни догађаји у којима је Библиотека активни учесник и неизоставни део свеукупног живота и рада Библиотеке.
- Борина недеља[14]
- Светосавска недеља[15]
- Врањско културно лето[16]
- Дани Врања